# S'lp
S'lp (en macédonien С'лп) est un village du centre de la Macédoine du Nord, situé dans la municipalité de Vélès. Le village comptait 47 habitants en 2002 et en compte 16 en 2021.

## Démographie

### 2002
Lors du recensement de 2002, le village comptait :
- Macédoniens : 46
- Serbes : 1

### 2021
En 2021 tous les habitants était macédoniens.